# Третий час
Третий час (лат. Tertia hora) — один из называемых «малых часов», время для молитвы в христианской традиции.
Тertia hora соответствует 9 часам утра, то есть третьему часу после восхода солнца. В это время верующие вспоминают схождение Святого Духа на апостолов в третий час в День Святой Троицы (Деян. 2:1—13).

## В латинском обряде
До реформы литургии в 1970-х годах молитвы tertia hora проводились во время одевания папы римского к папской мессе.

## В византийском обряде
В современной православной практике третий час всегда объединяется в одно последование с шестым (Великим постом и в некоторые другие дни литургического года — также с девятым).
Постоянные псалмы часа — 16, 24 и 50. Из последнего взяты также стихи (12 и 13) к перекликающемуся с ними тропарю часа: «Господи, иже Пресвятого Твоего Духа в третий час апостолам Твоим ниспославый, того, Благий, не отыми от нас, но обнови в нас, молящихся Тебе».
В поздней славянской традиции тропарь третьего часа со стихами читается также во время Божественной литургии на Евхаристическом каноне перед эпиклезой. Целесообразность этой вставки в настоящее время обсуждается.